# Austen Rowland
Austen Rowland (Hyattsville, 30 luglio 1981) è un ex cestista e allenatore di pallacanestro statunitense, professionista in Europa.